# St Martin’s (Scilly)
St Martin’s (korn. Brechiek) – wyspa w Wielkiej Brytanii w archipelagu wysp Scilly. Jest trzecią pod względem powierzchni wyspą archipelagu (237 ha) i najbardziej na północ wysuniętą zaludnioną wyspą w tym archipelagu.

## Osady
Na wyspie znajdują się trzy osady: Higher Town, Lower Town i mniejszy Middle Town.

## Zabytki
Na wyspie znajduje się daymark – rodzaj pomocy nawigacyjnej dla statków w postaci widocznej z daleka wieży. Został on wzniesiony w 1683 r. przez Thomasa Ekinsa.